# Vraciul din junglă (film)
Vraciul din junglă (titlu original: Medicine Man) este un film american de aventură din 1992 regizat de John McTiernan. Rolurile principale au fost interpretate de actorii Sean Connery, Lorraine Bracco și José Wilker.

## Distribuție
- Sean Connery - Dr. Robert Campbell
- Lorraine Bracco - Dr. Rae Crane
- José Wilker - Dr. Miguel Ornega
- José Lavat - Government Man